# Большое Няшное
Большое Няшное — озеро в России, расположено на территории Щучанского района Курганской области. Площадь поверхности — 2,52 км². Высота над уровнем моря — 161,1 м.
Находится в двух километрах к югу от деревни Песчанское. Имеет овальную форму, вытянуто с запада на восток. Западный берег озера заболочен, южный порос березняками. По северному берегу проходит линия электропередачи, по восточному — автомобильная дорога Песчанское — Николаевка, отделяющая Большое Няшное от Малого Няшного и урочища Лесной Остров. К северу от озера находится болото Няшное.
Озеро относится к бассейну реки Барнева, которая в XIX веке протекала через озеро.
Название происходит от диалектного слова няша — "жидкая грязь".
Код водного объекта — 14010501111111200008152.